# U-210
Unterseeboot 210 foi um submarino alemão do Tipo VIIC, pertencente a Kriegsmarine que atuou durante a Segunda Guerra Mundial.

## Comandantes
| Comandante            | Data                                          |
| --------------------- | --------------------------------------------- |
| KrvKpt. Rudolf Lemcke | 21 de fevereiro de 1942 - 6 de agosto de 1942 |

## Subordinação
Durante o seu tempo de serviço, esteve subordinado às seguintes flotilhas:
| Período                                       | Flotilha                                  |
| --------------------------------------------- | ----------------------------------------- |
| 21 de fevereiro de 1942 - 31 de julho de 1942 | 5. Unterseebootsflottille (treinamento)   |
| 1 de agosto de 1942 - 6 de agosto de 1942     | 9. Unterseebootsflottille (serviço ativo) |

## Operações conjuntas de ataque
O U-210 participou das seguinte operações de ataque combinado durante a sua carreira:
- Rudeltaktik Pirat (29 de julho de 1942 - 3 de agosto de 1942)
- Rudeltaktik Steinbrinck (3 de agosto de 1942 - 6 de agosto de 1942)